# Casbia lithodora
Casbia lithodora là một loài bướm đêm trong họ Geometridae.